# Jadwiga Węgrodzka
Jadwiga Aleksandra Węgrodzka – polska filolog, dr hab. nauk humanistycznych, profesor uczelni Instytutu Anglistyki i Amerykanistyki Wydziału Filologicznego Uniwersytetu Gdańskiego i profesor nadzwyczajny Wydziału Humanistycznego Politechniki Koszalińskiej.

## Życiorys
W 1979 ukończyła studia filologiczne na Uniwersytecie Gdańskim, 14 grudnia 1989 obroniła pracę doktorską, 10 kwietnia 2008 habilitowała się na podstawie pracy zatytułowanej Wzory magii: tradycje literatury dziecięcej w prozie dla dzieci Edith Nesbit. Otrzymała nominację profesorską. Została zatrudniona na stanowisku adiunkta w Instytucie Anglistyki na Wydziale Filologicznym Uniwersytetu Gdańskiego.
Piastuje funkcję profesora nadzwyczajnego na Wydziale Humanistycznym Politechniki Koszalińskiej, oraz profesora uczelni w Instytucie Anglistyki i Amerykanistyki  na Wydziale Filologicznym Uniwersytetu Gdańskiego.